# Juan José Pérez Benlloch
Juan José Pérez Benlloch (en castillan) ou Joan Josep Pérez Benlloch (en catalan), né à Moixent (province de Valence, Espagne) en 1936, est un journaliste et militant politique valencien.
Son activité politique se concentre entre la fin du franquisme et la période de la transition démocratique.
Il est considéré comme une figure de référence du journalisme valencien.

## Biographie
En l'absence de cursus journalistique à l'université de Valence durant le franquisme, il se forme au journalisme auprès de Martí Domínguez Barberà et Vicent Ventura. Lui-même formera d'autres jeunes collègues durant la Transition, notamment lors de son étape à Valencia Semanal,.
En 1966, il est avec ses deux mentors un co-fondateur d'Al Día, journal d'information économique, expérience qui ne dure que quatre mois.
Il est l'un des directeurs de Primera Página, journal d'Alicante lancé en mars 1968.
En 1974 il est l'un des fondateurs du Parti socialiste du Pays valencien avec Vicent Ventura,.
Le 24 juin 1975, il fait partie des « 10 d'Alaquàs », commission clandestine formée en vue de rédiger un futur statut d'autonomie pour le Pays valencien,. La réunion est interrompue par la Brigada Político-Social et ses participants sont interpelés et accusés d'association illicite (art. 172 du code pénal),. Il bénéficieront finalement de la grâce accordée par le roi Juan Carlos le 25 novembre de la même année,.
En 1980, il participe à la fondation du Diario de Valencia, dont il est le directeur,,.
En 1985, il est assesseur du conseiller de Culture de la Généralité valencienne, Ciprià Ciscar.
Il est contributeur régulier à la section valencienne d’El País.
En 2005, la maison d'édition L'Eixam publie ses mémoires, intitulées Al Cierre.
En mai 2007, il reçoit le prix Llibertat d'Expressió de l'Unió de Periodistes Valencians.